# Leopold Johann von Platen
Leopold Johann von Platen (* 1726; † 11. Dezember 1780 in Sagan) war ein königlich-preußischer Generalmajor und Chef des Dragoner-Regiments Nr. 11. Er war Ritter des Johanniterordens und Träger des Pour le Mérite.

## Eltern
Er war der dritte Sohn der Generalleutnant Hans Friedrich von Platen und Hypolita Juliane von Podewils. Der General Dubislaw von Platen war sein Bruder.

## Leben
Bereits mit 13 Jahren kam er in die preußische Armee. 1756 wurde er Major im Dragoner-Regiment Nr. 1, 1757 wurde er Oberstleutnant und 1758 Oberst. Er wurde im März des Jahres 1758 Chef des Dragoner-Regiments Nr. 11 (Stechow), im Jahr 1759 wurde er zum Generalmajor genannt. 1763 wurde er wegen der Kapitulation in Maxen vom Kriegsgericht verurteilt. Aber er wurde erst 1770 aus der Armee entlassen.
Er war an allen Feldzügen von Friedrich II. beteiligt. Im Siebenjährigen Krieg erwarb er sich bei Kolin den Pour le Mérite.
In der Schlacht bei Kunersdorf und beim Gefecht von Maxen wurde er verwundet. Im Gefecht von Meuro (Pretsch) am 29. Oktober 1759 konnte er mit seinem Regiment zwei Grenadierbataillone besiegen. Bereits als Leutnant wurde er Johanniterritter in der Komtur Lago, den Ritterschlag erhielt er aber erst am 1. Oktober 1764 in Sonnenburg.

## Familie
Er heiratete am 27. September 1754 Dorothea von Eichstädt (* 1733; † 4. Februar 1795). Sie bekam trotz der Verurteilung ihres Mannes wegen der Kapitulation in Maxen noch als Witwe ein Gnadengehalt.